# Campeonato Mundial de Snowboard de 2017 - Snowboard cross equipe masculino
A prova do snowboard cross equipe masculino do Campeonato Mundial de Snowboard de 2017 foi disputada no dia 13 de março  em Serra Nevada na Espanha. 30 atletas de 10 nacionalidades participaram do evento.

## Medalhistas
| Ouro                                              | Prata                                      | Bronze                                     |
| Estados Unidos · Hagen Kearney · Nick Baumgartner | Espanha · Lucas Eguibar · Regino Hernandez | Canadá · Kevin Hill · Christopher Robanske |

## Fase eliminatória
A seguir estão os resultados das eliminatórias. 

### Quartas de final
| Posição | Bib | Nome                           | Nacionalidade | Notas |
| ------- | --- | ------------------------------ | ------------- | ----- |
| 1       | 8   | Lucas Eguibar Regino Hernandez | Espanha       | Q     |
| 2       | 9   | Lukas Pachner Julian Lueftner  | Áustria       | Q     |
| 3       | 1   | Alex Pullin Adam Lambert       | Austrália     |       |

| Posição | Bib | Nome                           | Nacionalidade  | Notas |
| ------- | --- | ------------------------------ | -------------- | ----- |
| 1       | 5   | Loan Bozzolo Pierre Vaultier   | França         | Q     |
| 2       | 4   | Hagen Kearney Nick Baumgartner | Estados Unidos | Q     |
| 3       | 12  | Paul Berg Martin Noerl         | Alemanha       |       |
| 4       | 13  | Steven Williams Simon White    | Argentina      |       |

| Posição | Bib | Nome                                  | Nacionalidade | Notas |
| ------- | --- | ------------------------------------- | ------------- | ----- |
| 1       | 6   | Kevin Hill Christopher Robanske       | Canadá        | Q     |
| 2       | 3   | Markus Schairer Alessandro Hämmerle   | Áustria       | Q     |
| 3       | 11  | Andrey Anisimov Aleksandr Guzachev    | Rússia        |       |
| DSQ     | 14  | Leon Beckhaus Sebastian Pietrzykowski | Alemanha      |       |

| Posição | Bib | Nome                             | Nacionalidade  | Notas |
| ------- | --- | -------------------------------- | -------------- | ----- |
| 1       | 7   | Alex Deibold Nate Holland        | Estados Unidos | Q     |
| 2       | 15  | Glenn De Bois Karel Van Goor     | Países Baixos  | Q     |
| 3       | 2   | Luca Matteotti Omar Visintin     | Itália         |       |
| DNF     | 10  | Tommaso Leoni Emanuel Perathoner | Itália         |       |

### Semifinal
| Posição | Bib | Nome                           | Nacionalidade  | Notas |
| ------- | --- | ------------------------------ | -------------- | ----- |
| 1       | 8   | Lucas Eguibar Regino Hernandez | Espanha        | Q     |
| 2       | 4   | Hagen Kearney Nick Baumgartner | Estados Unidos | Q     |
| 3       | 9   | Lukas Pachner Julian Lueftner  | Áustria        |       |
| 4       | 5   | Loan Bozzolo Pierre Vaultier   | França         |       |

| Posição | Bib | Nome                                | Nacionalidade  | Notas |
| ------- | --- | ----------------------------------- | -------------- | ----- |
| 1       | 6   | Kevin Hill Christopher Robanske     | Canadá         | Q     |
| 2       | 3   | Markus Schairer Alessandro Hämmerle | Áustria        | Q     |
| 3       | 7   | Alex Deibold Nate Holland           | Estados Unidos |       |
| 4       | 15  | Glenn De Bois Karel Van Goor        | Países Baixos  |       |

### Final
Pequena final
| Posição | Bib | Nome                          | Nacionalidade  | Notas |
| ------- | --- | ----------------------------- | -------------- | ----- |
| 5       | 5   | Loan Bozzolo Pierre Vaultier  | França         |       |
| 6       | 9   | Lukas Pachner Julian Lueftner | Áustria        |       |
| 7       | 7   | Alex Deibold Nate Holland     | Estados Unidos |       |
| 8       | 15  | Glenn De Bois Karel Van Goor  | Países Baixos  |       |

Grande final
| Posição           | Bib | Nome                                | Nacionalidade  | Notas |
| ----------------- | --- | ----------------------------------- | -------------- | ----- |
| Medalha de ouro   | 4   | Hagen Kearney Nick Baumgartner      | Estados Unidos |       |
| Medalha de prata  | 8   | Lucas Eguibar Regino Hernandez      | Espanha        |       |
| Medalha de bronze | 6   | Kevin Hill Christopher Robanske     | Canadá         |       |
| 4                 | 3   | Markus Schairer Alessandro Hämmerle | Áustria        |       |

Legenda
| Recorde mundial       | Recorde mundial (World record)               |                       | Recorde africano                      | Recorde africano (African) |                                           | Q | Classificado por posição (Qualified) |
| Recorde do campeonato | Recorde do campeonato (Championship record)  | Recorde da América    | Recorde da América (Americas)         | q                          | Classificado por melhor tempo (Qualified) |   |                                      |
| Melhor marca do ano   | Melhor marca do ano (World leading)          | Recorde asiático      | Recorde asiático (Asian)              | DNS                        | Não largou (Did not start)                |   |                                      |
| Recorde nacional      | Recorde nacional (National record)           | Recorde europeu       | Recorde europeu (European)            | DNF                        | Não terminou (Did not finish)             |   |                                      |
| Recorde pessoal       | Recorde pessoal do atleta (Personal best)    | Recorde da Oceania    | Recorde da Oceania (Oceania)          | DSQ / DQ                   | Desclassificado (Disqualified)            |   |                                      |
| Recorde da temporada  | Recorde da temporada do atleta (Season best) | Recorde sul-americano | Recorde sul-americano (South America) | NM                         | Sem marca (No mark)                       |   |                                      |